# Yangiyer
Yangiyer (kyrillisch Янгиер; russisch Янгиер Jangijer) ist eine Stadt in der usbekischen Viloyat Sirdaryo, gelegen etwa 25 km südlich der Viloyathauptstadt Guliston auf 315 m Seehöhe in der Mirzachoʻl-Steppe. Yangiyer ist eine kreisfreie Stadt. Gemäß der Bevölkerungszählung 1989 hatte Yangiyer damals 28.600 Einwohner, einer Berechnung für 2012 zufolge beträgt die Einwohnerzahl 37.984.
Yangiyer wurde 1957 im Zuge eines Entwicklungsplans für die Steppengebiete gegründet. Neben einigen Industrieanlagen und einer Eisenbahnstation beherbergt Yangiyer auch ein Museum, das die Erschließung der Mirzachoʻl-Steppe dokumentiert.
Bei einer Jahresdurchschnittstemperatur von 15,1 °C beläuft sich der Jahresniederschlag in Yangiyer auf 257 mm.

## Söhne und Töchter der Stadt
- Anastassija Jermakowa (* 2000), kasachische Stabhochspringerin
- Ibrohimxalil Yoʻldoshev (* 2001), usbekischer Fußballspieler